# Ruby Gillman, Teenage Kraken
Ruby Gillman, Teenage Kraken (bra: Ruby Marinho: Monstro Adolescente; prt: Ruby: Kraken Adolescente) é um filme de animação digital do gênero comédia de fantasia americano de 2023 produzido pela DreamWorks Animation e distribuído pela Universal Pictures. Dirigido por Kirk DeMicco e codirigido por Faryn Pearl, a partir de um roteiro escrito por Pam Brady e a dupla de roteiristas Brian C. Brown e Elliott DiGuiseppi, o filme apresenta as vozes de Lana Condor, Toni Collette, Annie Murphy, Sam Richardson, Liza Koshy, Will Forte, Colman Domingo, Jaboukie Young-White, Blue Chapman, Eduardo Franco, Ramona Young, Echo Kellum, Nicole Byer e Jane Fonda.
O filme foi anunciado em junho de 2021 com seu título original, Meet the Gillmans, com Condor, Laura Dern, Michael Sheen e Murphy em negociações para papeis, e um lançamento esperado para 2022. Paul Tibbitt iria dirigir, com Brady escrevendo o roteiro. A maioria dos membros do elenco, junto com a confirmação de Condor e Murphy, foram anunciados em março de 2023, junto com o novo diretor, DeMicco.
Ruby Gillman, Teenage Kraken teve sua estreia mundial no Festival de Cinema de Animação de Annecy em 15 de junho de 2023, e foi lançado em 30 de junho de 2023 nos Estados Unidos, pela Universal Pictures. O filme recebeu críticas mistas dos críticos e se tornou um "fracasso" de bilheteria, arrecadando US$ 40 milhões contra seu orçamento de US$ 70 milhões.

## Futuro potencial
De acordo com Sarah El-Mahmoud no Cinemablend, o filme mostra potencial para continuar no futuro na forma de uma sequência ou uma série de TV. O diretor do filme, Kirk DeMicco, afirmou que teve que cortar outras sereias do filme para dar mais tempo de tela ao principal vilão do filme. No entanto, El-Mahmoud afirmou que "se o filme de animação se tornasse uma franquia, os animadores deixaram alguns tópicos pendentes para explorar".
Kirk DeMicco tem ideias sobre o que poderia acontecer em uma possível sequência, afirmando: "Espero que a mensagem da família ressoe de uma forma que o público queira ver mais episódios da história de Ruby, bem como de sua família e amigos. Criamos muitos de monstros para ela lutar, então espero que um dia ela lute contra um leviatã!" A voz de Ruby, Lana Condor afirmou: "Deixamos ela em seu estado mais confiante, mas estamos apenas arranhando a superfície do que ela é capaz, adoraria ver Ruby realmente exercer seu poder. Espero que este seja apenas o começa e se torna um clássico do jeito que Shrek", etc. fez - que pessoas de todas as formas, tamanhos, idades e identidades podem se ver neste filme. Não tenha medo de ser você mesmo e vá grande, arrisque!"

## Sinopse
Aos 16 anos, a doce e desajeitada Ruby Marinho está desesperada para se enturmar no Colégio Cabo Fresco, mas se sente invisível quase sempre. Descendente direta das rainhas guerreiras kraken, ela está destinada a herdar o trono e a liderança de sua avó, a Rainha Guerreira dos Sete Mares. O destino de Ruby é lutar contra as criaturas mais perigosas e sedentas por poder: as sereias. E não importa o desafio, um Kraken sempre responde ao chamado.

## Elenco
- Lana Condor como Ruby Marinho, uma tímida adolescente kraken
- Toni Collette como Agatha Marinho, a mãe de Ruby
- Annie Murphy como Chelsea / Nerissa, uma sereia esnobe que virou humana
- Sam Richardson como Bagre Marinho, o tio de Ruby
- Liza Koshy como Margo
- Will Forte como Gordon Farol
- Colman Domingo como Arthur Marinho, o pai de Ruby
- Jaboukie Young-White como Connor, a paixão de Ruby, que só parece admirá-la por seus fractais
- Blue Chapman como Sam Marinho
- Eduardo Franco como Trevin
- Ramona Young como Bliss
- Echo Kellum como Doug
- Nicole Byer como Janice
- Jane Fonda como a Rainha Guerreira dos Sete Mares, a avó de Ruby que ascende Ruby ao seu trono

## Produção
De acordo com a produtora Kelly Cooney Cilella, o filme ficou em desenvolvimento por vários anos. Seria originalmente sobre uma família de monstros marinhos que se mudariam para a terra e estariam escondidos à vista de todos. Ela afirmou: "Nossa heroína é uma personagem tão adorável e estou muito animada para que o público a conheça e se apaixone por ela do jeito que nos apaixonamos, porque ela começa o filme como uma personagem peculiar, um pouco insegura, mas de bom coração, mas ela guarda um segredo que ela não pode contar a seus amigos. Mas finalmente o kraken é despertado dentro dela e não há como esconder isso. Ela descobre que seu destino é muito mais do que ser uma adolescente comum do ensino médio, e ela está destinada a ser a próxima grande protetora dos mares. Sua jornada é de autodescoberta e de abraçar aquele lado dela que estava adormecido por tanto tempo, e para ela se tornar um personagem totalmente atualizado foi uma história tão emocionante para mim contar em uma escala tão grande.". O diretor Kirk DeMicco citou os filmes de John Hughes, A Mentira (2010), Lady Bird: A Hora de Voar (2017) e Booksmart (2019) como suas inspirações.
Em junho de 2021, o TheGWW relatou que um filme intitulado Meet the Gillmans estava em produção na DreamWorks Animation, com a escalação do elenco ocorrendo e o lançamento esperado para 2022. Paul Tibbitt, da equipe de Bob Esponja Calça Quadrada, seria o diretor, com Pam Brady confirmada para escrever o filme. Lana Condor, Laura Dern e Michael Sheen haviam sido escolhidos para os papéis de Ruby, sua mãe e pai, respectivamente, enquanto Annie Murphy foi contratada para fazer o papel de Clarica. Chris Kuser e Christi Soper seriam os produtores executivos. Em dezembro de 2022, o título do filme foi revelado como Ruby Gillman, Teenage Kraken.
Em 14 de março de 2023, o elenco e a equipe técnica foram revelados. Junto com Condor e Murphy confirmados, outros membros do elenco do filme incluíam Toni Collette, Sam Richardson, Liza Koshy, Will Forte, Colman Domingo, Jaboukie Young-White, Blue Chapman, Eduardo Franco, Ramona Young, Echo Kellum, Nicole Byer, e Jane Fonda, enquanto DeMicco (substituindo Tibbitt), Faryn Pearl e Cilella foram revelados como diretor, codiretor e produtora, respectivamente. Eles foram anunciados oficialmente dois dias depois.

## Música
Stephanie Economou compôs a trilha sonora do filme.

## Lançamento
Em dezembro de 2022, o vice-diretor da Universal Pictures International Itália, Massimo Proietti, revelou que o filme seria lançado no verão de 2023. Em 16 de março de 2023, após o lançamento do trailer oficial, foi revelado que Ruby Gillman, Teenage Kraken seria lançado em 30 de junho de 2023 nos Estados Unidos. O filme teve sua estreia no Festival de Cinema de Animação de Annecy em 15 de junho de 2023.
No Brasil e em Portugal, o filme foi lançado em 29 de junho de 2023.

## Recepção

### Bilheteria
Até 16 de julho de 2023, Ruby Gillman, Teenage Kraken arrecadou US$ 14,9 milhões nos Estados Unidos e Canadá e $ 20 milhões em outros territórios, para um total mundial de US$ 34,9 milhões.
Nos Estados Unidos e Canadá, Ruby Gillman, Teenage Kraken foi lançado junto de Indiana Jones e a Relíquia do Destino, e foi projetado para arrecadar entre US$ 4–8 milhões em 3.400 cinemas em seu fim de semana de estreia.  O filme arrecadou $ 2,3 milhões em seu primeiro dia, incluindo $ 725.000 nas prévias de quinta à noite. O filme estreou com $ 5,2 milhões, tornando-se o fim de semana de abertura de menor bilheteria da DreamWorks Animation de qualquer um de seus filmes até o momento. O sexto lugar do filme também o tornou o fim de semana de estreia de três dias com a classificação mais baixa do estúdio, empatando com Sinbad - A Lenda dos Sete Mares (2003). Várias publicações, incluindo TheWrap, /Film e Variety, atribuiu os motivos de sua abertura difícil ao marketing limitado de três meses do filme, aos trailers e à competição com Homem-Aranha: Através do Aranhaverso e Elementos.  

### Crítica especializada
No site agregador de críticas Rotten Tomatoes, 66% das 88 críticas são positivas, com nota média de 5,8/10. O consenso crítico do site diz: "Ruby Gillman, Teenage Kraken está repleto de destroços e refugos de filmes de animação melhores para ser verdadeiramente original, mas sua doçura inerente e estilo animado tornam o entretenimento familiar agradável o suficiente.". No Metacritic, que usa uma média ponderada, o filme recebeu uma pontuação de 50 em 100, com base em 27 críticas, indicando "críticas mistas ou médias". O público consultado pelo CinemaScore deu ao filme uma nota média de "A–" em uma escala de A+ a F, enquanto o PostTrak relatou que 68% dos espectadores deram uma pontuação positiva.

Peter Debruge, da Variety, deu uma crítica positiva ao filme, escrevendo: " A veterana de South Park, Pam Brady, que divide os créditos de roteiro com Brian C. Brown e Elliott DiGuiseppi, traz todo tipo de ideias engraçadas para o filme, que DeMicco executa de maneira admirável. Mas há um filme mais simples e sincero por baixo de tudo que parece provocar o público, como uma forma brilhante vinda das profundezas. Se você acredita que os krakens encolhem à escala humana - e que pessoas não muito inteligentes podem ser idiotas o suficiente para não identificá-los - então as cenas do ensino médio são encantadoras. Ruby é uma grande nerd com cabeça para equações do segundo grau e está tendo problemas para reunir coragem para convidar seu colega de estudo para o baile (é bastante claro que ele sente o mesmo por ela). Não que a superprotetora Agatha a deixasse comparecer.".